# 布林克利維爾 (北卡羅萊納州)
布林克利維爾（英語：Brinkleyville）是位於美國北卡羅萊納州哈利法克斯縣的非建制地區。

## 歷史
布林克利維爾的郵局於1827年設立，其後於1923年停運。

## 地理
布林克利維爾所處的海拔為高於海平面84米（即276英呎），而該地所採用的時區為UTC-5，即北美东部时区（EST）。同時該地設有夏令時間，為UTC-5調快一小時，即UTC-4（EDT）。